# Pasquale di Borbone-Due Sicilie
Pasquale di Borbone-Due Sicilie, conte di Bari (Caserta, 15 settembre 1852 – Rueil-Malmaison, 21 dicembre 1904), fu l'undicesimo figlio di Ferdinando II delle Due Sicilie e della seconda moglie Maria Teresa d'Austria.

## Biografia

### Infanzia
Bambino allegro e scherzoso, fu cresciuto dalle amorevoli cure della madre Maria Teresa. Ferdinando era anch'egli affettuoso e si comportava coi figli come un qualsiasi padre: anche in momenti ufficiali, non rinunciava a prendere in braccio i figlioletti.
In seguito alla cacciata dei Borbone da Napoli e dal regno, seguì la madre e i fratelli a Roma, ospiti del Papa presso il Quirinale.

### Matrimonio
Sposò morganaticamente Blanche Marconnay, figlia di Henriette de Marconnay, il 20 novembre 1878 a Clichy nel dipartimento della Senna.

## Titoli e trattamento
- 15 settembre 1852 - 21 dicembre 1904: Sua Altezza Reale, il Conte di Bari

## Ascendenza
|                                                    |                              |                                        | Genitori                                                   |  |  | Nonni |  |  | Bisnonni                       |  |  | Trisnonni           |  |
|                                                    |                              |                                        |                                                            |  |  |       |  |  | Ferdinando I delle Due Sicilie |  |  | Carlo III di Spagna |  |
|                                                    |                              |                                        |                                                            |  |  |       |  |  | Ferdinando I delle Due Sicilie |  |  | Carlo III di Spagna |  |
|                                                    |                              | Principessa Maria Amalia di Sassonia   |                                                            |  |  |       |  |  | Ferdinando I delle Due Sicilie |  |  |                     |  |
| Francesco I delle Due Sicilie                      |                              |                                        |                                                            |  |  |       |  |  | Ferdinando I delle Due Sicilie |  |  |                     |  |
|                                                    |                              | Arciduchessa Maria Carolina d'Austria  | Francesco I, Sacro Romano Imperatore                       |  |  |       |  |  |                                |  |  |                     |  |
|                                                    |                              | Arciduchessa Maria Carolina d'Austria  | Francesco I, Sacro Romano Imperatore                       |  |  |       |  |  |                                |  |  |                     |  |
|                                                    |                              | Arciduchessa Maria Carolina d'Austria  | Maria Teresa d'Austria                                     |  |  |       |  |  |                                |  |  |                     |  |
| Ferdinando II delle Due Sicilie                    |                              | Arciduchessa Maria Carolina d'Austria  |                                                            |  |  |       |  |  |                                |  |  |                     |  |
|                                                    |                              | Carlo IV di Spagna                     | Carlo III di Spagna                                        |  |  |       |  |  |                                |  |  |                     |  |
|                                                    |                              | Carlo IV di Spagna                     | Carlo III di Spagna                                        |  |  |       |  |  |                                |  |  |                     |  |
|                                                    |                              | Carlo IV di Spagna                     | Principessa Maria Amalia di Sassonia                       |  |  |       |  |  |                                |  |  |                     |  |
| Infanta Maria Isabella di Spagna                   |                              | Carlo IV di Spagna                     |                                                            |  |  |       |  |  |                                |  |  |                     |  |
|                                                    |                              | Principessa Maria Luisa di Parma       | Filippo I, Duca di Parma                                   |  |  |       |  |  |                                |  |  |                     |  |
|                                                    |                              | Principessa Maria Luisa di Parma       | Filippo I, Duca di Parma                                   |  |  |       |  |  |                                |  |  |                     |  |
|                                                    |                              | Principessa Maria Luisa di Parma       | Principessa Elisabetta di Francia                          |  |  |       |  |  |                                |  |  |                     |  |
| Principe Pasquale delle Due Sicilie, conte di Bari |                              | Principessa Maria Luisa di Parma       |                                                            |  |  |       |  |  |                                |  |  |                     |  |
|                                                    | Leopoldo II d'Asburgo-Lorena | Francesco I, Sacro Romano Imperatore   |                                                            |  |  |       |  |  |                                |  |  |                     |  |
|                                                    | Leopoldo II d'Asburgo-Lorena | Francesco I, Sacro Romano Imperatore   |                                                            |  |  |       |  |  |                                |  |  |                     |  |
|                                                    | Leopoldo II d'Asburgo-Lorena | Maria Teresa d'Austria                 |                                                            |  |  |       |  |  |                                |  |  |                     |  |
| Arciduca Carlo, Duca di Teschen                    | Leopoldo II d'Asburgo-Lorena |                                        |                                                            |  |  |       |  |  |                                |  |  |                     |  |
|                                                    |                              | Infanta Maria Luisa di Spagna          | Carlo III di Spagna                                        |  |  |       |  |  |                                |  |  |                     |  |
|                                                    |                              | Infanta Maria Luisa di Spagna          | Carlo III di Spagna                                        |  |  |       |  |  |                                |  |  |                     |  |
|                                                    |                              | Infanta Maria Luisa di Spagna          | Principessa Maria Amalia di Sassonia                       |  |  |       |  |  |                                |  |  |                     |  |
| Arciduchessa Maria Teresa d'Austria                |                              | Infanta Maria Luisa di Spagna          |                                                            |  |  |       |  |  |                                |  |  |                     |  |
|                                                    |                              | Federico Guglielmo, Duca di Nassau     | Carlo Cristiano, Principe di Nassau-Weilburg               |  |  |       |  |  |                                |  |  |                     |  |
|                                                    |                              | Federico Guglielmo, Duca di Nassau     | Carlo Cristiano, Principe di Nassau-Weilburg               |  |  |       |  |  |                                |  |  |                     |  |
|                                                    |                              | Federico Guglielmo, Duca di Nassau     | Carolina d'Orange-Nassau                                   |  |  |       |  |  |                                |  |  |                     |  |
| Enrichetta di Nassau-Weilburg                      |                              | Federico Guglielmo, Duca di Nassau     |                                                            |  |  |       |  |  |                                |  |  |                     |  |
|                                                    |                              | Burgravina Luisa Isabella di Kirchberg | Wilhelm Georg, Burggraf von Kirchberg, Graf von Hachenburg |  |  |       |  |  |                                |  |  |                     |  |
|                                                    |                              | Burgravina Luisa Isabella di Kirchberg | Wilhelm Georg, Burggraf von Kirchberg, Graf von Hachenburg |  |  |       |  |  |                                |  |  |                     |  |
|                                                    |                              | Burgravina Luisa Isabella di Kirchberg | Isabelle Auguste, Prinzessin Reuss zu Greiz                |  |  |       |  |  |                                |  |  |                     |  |
|                                                    |                              | Burgravina Luisa Isabella di Kirchberg |                                                            |  |  |       |  |  |                                |  |  |                     |  |